# 霍俊萍
霍俊萍（1947年3月—），山东淄博人，中国五音戏表演艺术家，原淄博市五音戏剧院院长，原山东省戏剧家协会主席，名誉主席，中国戏剧梅花奖二度梅获得者。